# دیگو موریرا
دیگو موریرا (انگلیسی: Diego Moreira؛ زادهٔ ۶ مهٔ ۲۰۰۴) بازیکن فوتبال اهل بلژیک است که برای باشگاه فوتبال چلسی بازی می‌کند.
وی همچنین در تیم‌های ملی فوتبال زیر ۱۵ سال بلژیک، زیر ۱۶ سال پرتغال، و زیر ۱۸ سال پرتغال بازی کرده‌است.